# ماروین شوبه
ماروین شوبه (انگلیسی: Marvin Schwäbe؛ زادهٔ ۲۵ آوریل ۱۹۹۵) بازیکن فوتبال اهل آلمان است.
از باشگاه‌هایی که در آن بازی کرده‌است می‌توان به باشگاه فوتبال دینامو درسدن، باشگاه فوتبال کلن، باشگاه فوتبال بروندبی، باشگاه فوتبال اسنابروک، و باشگاه فوتبال هوفنهایم اشاره کرد.
وی همچنین در تیم ملی فوتبال زیر ۲۱ سال آلمان بازی کرده‌است.